# 金中玉
金中玉（1956年3月14日—）是中華民國政治人物，前台北縣議員（第14屆、15屆、16屆），前新北市議員（第1屆、2屆、3屆），屬無黨團結聯盟。
2022年，金中玉因貪汙罪遭判3年10月徒刑，遭解職。之後，其議員席次由同選區候選人曾柏瑜遞補。